# Anastasios Lagos
Anastasios Lagos (griechisch Αναστάσιος Λαγός, * 12. April 1992 in Almyros) ist ein griechischer Fußballspieler.

## Karriere

### Verein
Seine Laufbahn begann Anastasios Lagos 2007 bei den Jugendabteilungen von Panathinaikos Athen. Nach vier Jahren erhielt er im Sommer 2011 den ersten Profivertrag seiner Karriere und stieg in die Herrenmannschaft von Panathinaikos auf, wo er am 24. März 2012 zu seinem ersten Ligaeinsatz kam.
Im Juni 2016 wechselte Lagos zum deutschen Zweitligisten Würzburger Kickers, bei denen er einen Zweijahresvertrag bis 2018 unterzeichnete.

### Nationalmannschaft
Von 2011 bis 2014 war Lagos Stammspieler der griechischen U-21-Nationalmannschaft. Im März 2015 wurde er zum ersten Mal für griechische A-Nationalmannschaft nominiert, als er bei einem EM-Qualifikationsspiel gegen Ungarn allerdings nicht zum Einsatz kam.

## Erfolge
- Griechischer Pokalsieger: 2014